# مسرع دوراني تزامني

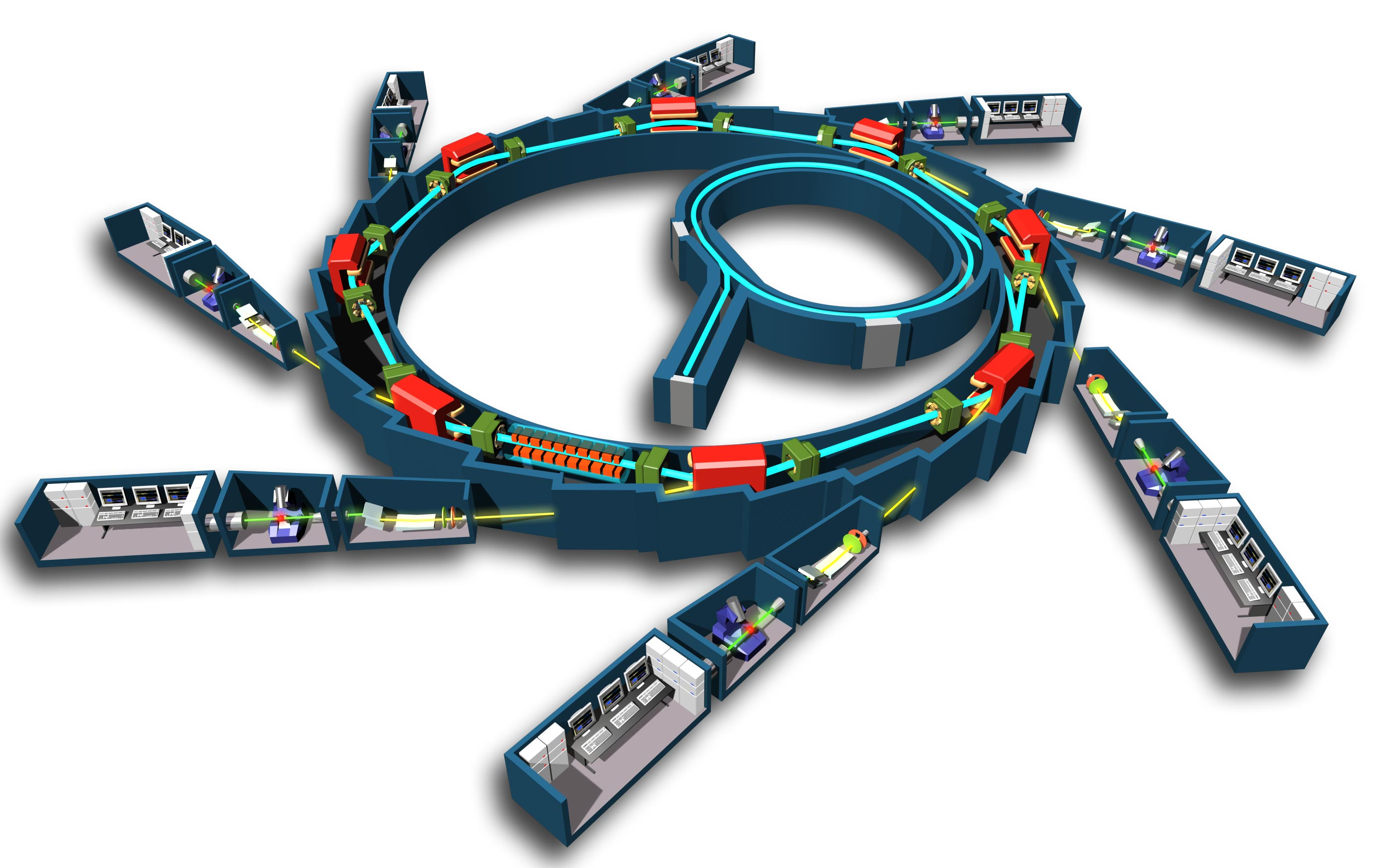
مخطط لمبدأ عمل المسرع الدوراني التزامني

المسرع الدوراني التزامني (السينكروترون) (بالإنجليزية: Synchrotron)‏ عبارة عن نوع خاص من مسرعات الجسيمات التي يطبق فيها كل من الحقل المغناطيسي (من أجل تحريك الجسيمات بحركة دورانية) والحقل الكهربائي (من أجل تسريع الجسيمات) وذلك بشكل متزامن (متوافق) مع حزمة الجسيمات المنتقلة (المتحركة، انظر معجل خطي).
تم تطوير هذا النوع من المسرعات بواسطة لويس ولتر ألفاريز لدراسة فيزياء الجسيمات عالية الطاقة.

## مكوناته
يتكون المسرع الدوراني التزامني من حلقة دائرية كبير لتعجيل حزم الإلكترونات ، حتى تصل سرعاتها إلى أقصى سرعة. تختلف أقصى سرعة للإلكترونات بحسب نوع المسرع، وكلما كان استهلاك المسرع أو المعجل للطاقة الكهربية طلما زادت قدرته على تسريع الإلكترونات والوصول بها إلى سرعات كبيرة جدا. وكما في الشكل تتميز المعجلات الكبيرة بوجود دائرة تسريع ابتدائية صغيرة، تسرع الإلكترونات في الدائرة [المعجل] الصغير أولا ثم ترسل فيض الإلكترونات إلى دائرة المعجل الكبير لكي يقوم بمواصلة تسريع الإلكترونات. وطبقا لظاهرة الطاردة المركزية فكلما زاد قطر دائرة التسريع كلما أمكن زيادة سرعة الإلكترونات...

## استخداماته

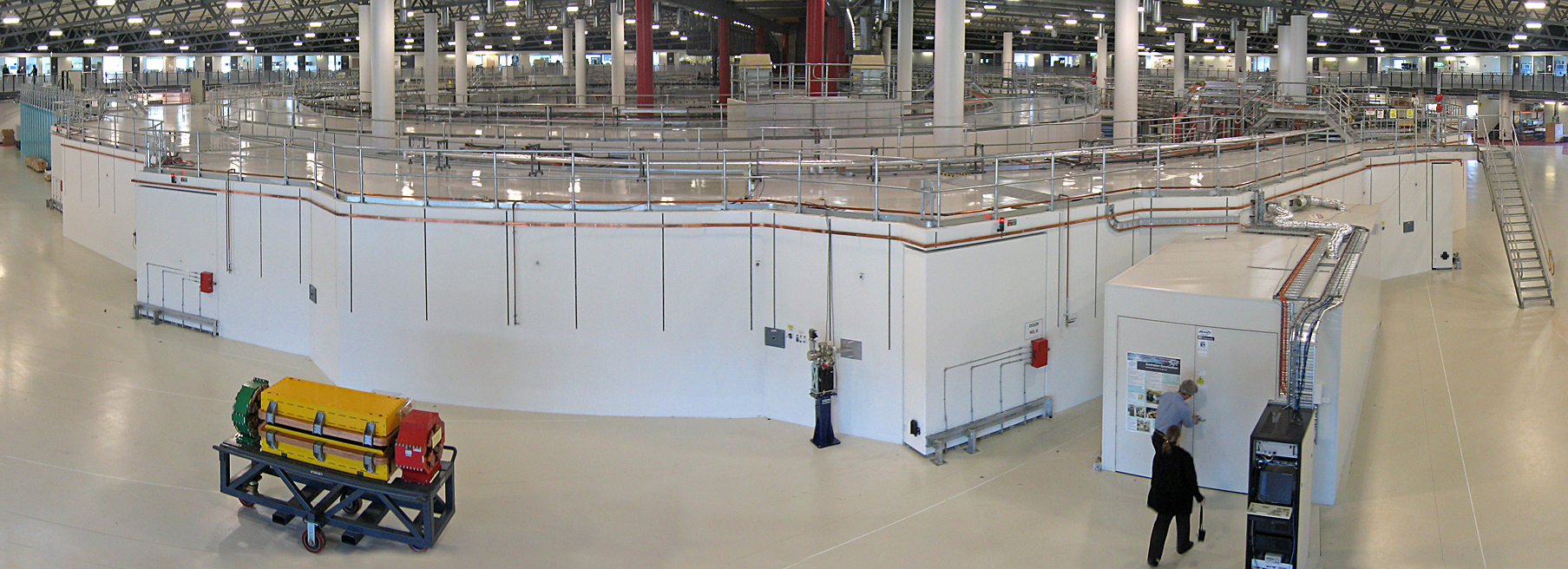
سنكروترون الإلكترون في كلايتون بالقرب من ملبورن (أستراليا). تظهر حلقة التخزين وخط الحزمة لاستخدام إشعاع السنكروترون في المقدمة على اليمين لاستخدامات أشعة السنكتروترون.

وفي الشكل يبقي فيض الإلكترونات محصورا في دائرة المعجل بسرعتها العالية، ثم توجه الإلكترونات عند نقط معينة على المسار لتخرج من الدائرة ويصبح مسارها خطيا، وذلك من أجل استغلالها في التجارب العلمية، مثل دراسة اصطدام الإلكترونات السريعة بمادة مثل الحديد أو الألمونيوم وقياس نواتج الاصطدام. ويبين الشكل عدة تجارب خارج دائرة المسرع، تخرج إليها الإلكترونات من الدائرة، وكل تجربة تختلف عن الأخرى، فمنها ما يدرس التصادم بالمواد المختلفة ومنها تجارب للتصوير بالإلكترونات. من أجل إخراج فيض الجسيمات من دائرة المعجل يستخدم مجالا كهربائيا يسلط عليها عند نقطة الخروج.
كذلك يستخدم مسرع الإلكترونات في إنتاج أشعة سيكلوترونية التي تستخدم لتصوير المواد كما يمكن أن تستخدم في الطب وعلاج الأورام الخبيثة.

## الأساس الفيزيائي
طبقا لقوة لوريتنز إذا كان جسيم مشحون كتلته m ويتحرك بسرعة قدرها v وينصب عليه مجالا مغناطيسيا فإن الجسيم المشحون يتحرك في مسار دائري بحيث يكون مستوي حركته الدائرية عموديا على خطوط الحقل المغناطيسي. ويعتمد نصف قطر r دائرة مسار الجسيم المشحون (مثل الإلكترون ومقدار شحنته q) على سرعة الجسيم وعلى كتلته وعلى شدة المجال المغناطيسي.
هذا التأثير على الجسيم المشحون يسمى قوة لورينتز باسم العالم الألماني الذي اكتشف تلك القوة المؤثرة على الجسيمات المشحونة، ومقدارها طبقا للمعادلة:
{\displaystyle {\vec {F}}_{L}=q\cdot {\vec {v}}\times {\vec {B}}}
وهي تساوي القوة المركزية الطاردة :
{\displaystyle F_{Z}={\frac {m{\vec {v}}^{2}}{r}}}
ويمكن حل المعادلتين واستنتاج قيمة r وكذلك محيط دائرة المسار عند تعرض الجسيم المشحون المتحرك لمجال مغناطيسي قدره {\displaystyle {\vec {B}}}.
كما يمكن التحكم في توجيه مسار الجسيم المشحون بواسطة مجال كهربائي ، وفي مسرعات الجسيمات يستخدم المجال الكهربائي في تسريع الجسيمات ويستخدم المجال المغناطيسي للمحافظة على المسار الدائري للجسيمات.